# Golędzinów Królewski

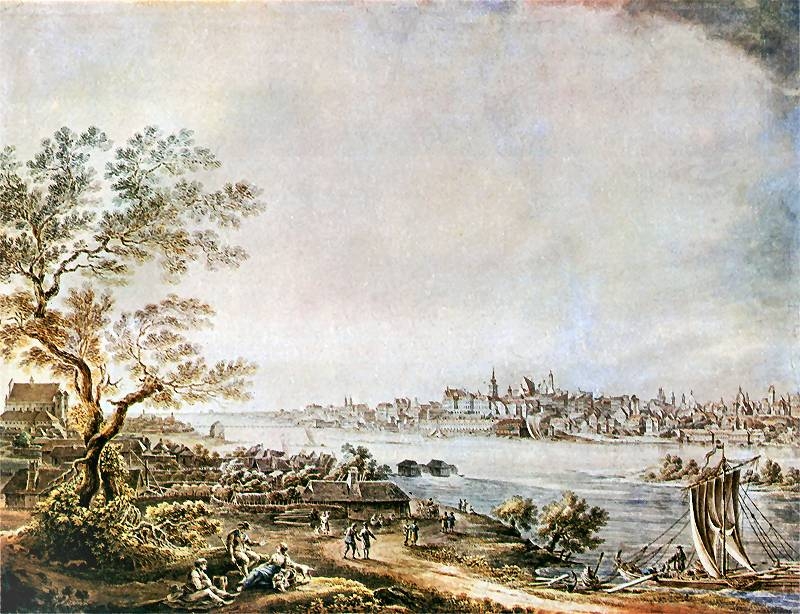
Widok Warszawy od strony Pragi, Zygmunt Vogel.
Po lewej stronie Golędzinów w 1807

Golędzinów Królewski – jurydyka założona przez Stanisława Augusta Poniatowskiego na gruntach wsi Golędzinów, utworzona w 1764 roku. Zlikwidowana wraz z pozostałymi warszawskimi jurydykami w końcu XVIII wieku.
Współcześnie teren Golędzinowa znajduje się na Pelcowiźnie, w dzielnicy Praga-Północ m.st. Warszawy. Nazwę wsi i jurydyki upamiętnia ulica Golędzinowska. Południowa granica jurydyki znajdowała się w rejonie dzisiejszego ogrodu zoologicznego i osiedla Nowa Praga. Cmentarz i zbór luterański znajdował się w rejonie ronda Starzyńskiego i ogrodu zoologicznego.

## Historia
Wieś na prawie chełmińskim wymieniana jest tu w końcu XIV wieku, pierwotnie książęca, później szlachecka. W 1764 zakupiona przez Stanisława Augusta Poniatowskiego za 9000 złotych polskich, który lokuje tu jurydykę. W 1782 Poniatowski oddaje w dzierżawę część gruntów pisarzowi wielkiemu koronnemu Franciszkowi Bielińskiemu i podpułkownikowi Janowi Chrystianowi Lehmanowi pod manufakturę sukna. W 1783 roku król Stanisław August Poniatowski w swojej jurydyce podarował mniejszości niemieckiej dwa place pod budowę kościoła ewangelicko-augsburskiego i cmentarza, nazywanego Golędzinowskim. Jurydyka posiadała prostokątny rynek i sieć ulic, znajdował się tu także Dom Poprawy. Podstawą utrzymania było tu garbarstwo - w 1792 było tu 13 garbarni. Nazwa pochodzić może od słowa gola co oznacza zarosłe pustkowie lub lędo - ziemia nieuprawna.
W 1794 w czasie rzezi Pragi kościół uległ zniszczeniu, a w 1859 został zlikwidowany cmentarz. W XIX wieku teren Golędzinowa został zajęty pod budowę Twierdzy Warszawa - większość budynków znajdujących się na esplanadzie fortu Śliwickiego została rozebrana, podobnie jak miało to miejsce w przypadku wcześniejszych umocnień z okresu napoleońskiego.